# Liste der denkmalgeschützten Objekte in Oberperfuss
Die Liste der denkmalgeschützten Objekte in Oberperfuss enthält die 9 denkmalgeschützten, unbeweglichen Objekte der Gemeinde Oberperfuss.

## Denkmäler
| Foto |                 | Denkmal | Standort                                             | Beschreibung | Metadaten |
| ---- | --------------- | --- | ---------------------------------------------------- | --- | --- |
| ja   | Datei hochladen | Kapelle Mariahilf HERIS-ID: 93793 Objekt-ID: 108883 TKK: 68177                                             | westlich Gfas 1 Standort KG: Oberperfuß              | Die Kapelle wurde in den 1930er Jahren anstelle einer Holzkapelle neu erbaut. Der einjochige Mauerbau hat einen runden, leicht abgesetzten Chorschluss, ein Satteldach und einen Turm mit Spitzgiebelhelm. Die Fassaden sind mit Putzfaschen gegliedert, der tonnengewölbte Innenraum beherbergt eine Kopie des Gnadenbildes Mariahilf. | BDA-Hist.: Q37762979 Status: § 2a Stand der BDA-Liste: 2025-06-30 Name: Kapelle Mariahilf GstNr.: .321 Kapelle Gfas                                                   |
| ja   | Datei hochladen | Kapellenbildstock, Aigner-Kapelle HERIS-ID: 93822 Objekt-ID: 108913 TKK: 68182                             | gegenüber Peter-Anich-Weg 7a Standort KG: Oberperfuß | Die neugotische offene Wegkapelle wurde 1858 errichtet. In der spitzbogigen Nische mit flankierenden Fialen befindet sich ein monumentales Holzkruzifix vom Dreinageltypus vom Ende des 19. Jahrhunderts. | BDA-Hist.: Q37762994 Status: § 2a Stand der BDA-Liste: 2025-06-30 Name: Kapellenbildstock, Aigner-Kapelle GstNr.: 3208                                                |
| ja   | Datei hochladen | Gassler-Kapelle HERIS-ID: 93838 Objekt-ID: 108929 TKK: 68187                                               | Riedl Standort KG: Oberperfuß                        | Der rechteckige, gemauerte Kapellenbildstock hat ein Pyramidendach und eine Rundbogenöffnung mit rautenförmigem Schmiedeeisengitter aus der 2. Hälfte des 20. Jahrhunderts. Innen Skulptur Christus an der Geißelsäule. In einer Ansicht von 1974 hat die Kapelle noch ein Schindeldach und ein rechteckiges Schmiedeeisengitter. | BDA-Hist.: Q37763014 Status: § 2a Stand der BDA-Liste: 2025-06-30 Name: Gassler-Kapelle GstNr.: 3226                                                                  |
| ja   | Datei hochladen | Kath. Pfarrkirche hl. Margareta und Friedhof HERIS-ID: 55752 Objekt-ID: 64574 TKK: 19501, 19502, 68167, …  | neben Riedl 39 Standort KG: Oberperfuß               | Die hochbarocke Kirche wurde 1729 anstelle eines spätgotischen Vorgängerbaus errichtet. An das vierjochige Langhaus schließen ein einjochiger, dreiseitiger Chor, ein mächtiger Nordturm mit barockem Aufsatz und die zweigeschoßige Sakristei an. An der mit einem geschweiften Giebel abgeschlossenen Westfassade befinden sich ein spätgotisches, rundbogig gekehltes Portal, darüber ein Mosaikmedaillon Maria mit Kind vom Ende des 19. Jahrhunderts. Die Sonnenuhr am Langhaus wurde um 1750 von Peter Anich geschaffen. Das Innere ist mit einer Stichkappentonne und Pilastern gegliedert und mit reichen Laub- und Bandlwerk-Stuckaturen (um 1730) geschmückt. Die Deckenfresken, u. a. mit Szenen aus dem Leben der hl. Margaretha, wurden Ende des 18. Jahrhunderts von Franz Altmutter gemalt. Im Erdgeschoß des Turms befindet sich die Taufkapelle (ehemalige Katharinenkapelle) mit Kreuzgratgewölbe. Der Friedhof rund um die Kirche wurde 1729 angelegt und 1954 erweitert. Er beherbergt ein Friedhofskreuz sowie sechs barocke Nischenbildstöcke und eine Kriegergedächtniskapelle von 1954. | BDA-Hist.: Q38067680 Status: § 2a Stand der BDA-Liste: 2025-06-30 Name: Kath. Pfarrkirche hl. Margareta und Friedhof GstNr.: 3097, 3095, 3096 Pfarrkirche Oberperfuss |
| ja   | Datei hochladen | Peter Anich-Museum HERIS-ID: 93887 Objekt-ID: 108992 TKK: 68224                                            | Riedl 30 Standort KG: Oberperfuß                     | Das Gebäude wurde in der zweiten Hälfte des 19. Jahrhunderts als Schulhaus errichtet und beherbergt heute das Peter-Anich-Museum. Das zweigeschoßiges Gebäude mit steilem Satteldach ist an allen Fassaden architektonisch gegliedert und hat einen zweigeschoßigen, risalitartigem Vorbau an der Nordseite. Die östliche Fassade ist mit drei Mosaikmedaillons geschmückt. | BDA-Hist.: Q37763080 Status: § 2a Stand der BDA-Liste: 2025-06-30 Name: Peter Anich-Museum GstNr.: 3224 Peter-Anich-Haus                                              |
| ja   | Datei hochladen | Östl. Giebelfassade mit 3 Mosaikmedaillons an der alten Schule HERIS-ID: 40020 Objekt-ID: 39894 TKK: 68224 | bei Riedl 30 Standort KG: Oberperfuß                 | An der östlichen Giebelfassade des Peter-Anich-Hauses befinden sich drei runde umrahmte Mosaikmedaillons mit einer Darstellung des Guten Hirten in der Mitte, flankiert von den Oberperfer Kartographen Peter Anich und Blasius Hueber. | BDA-Hist.: Q37992207 Status: Bescheid Stand der BDA-Liste: 2025-06-30 Name: Östl. Giebelfassade mit 3 Mosaikmedaillons an der alten Schule GstNr.: 3224               |
| ja   | Datei hochladen | Bauernhaus Wagner HERIS-ID: 113371 Objekt-ID: 131686 TKK: 141309seit 2020                                  | Riedl 39 Standort KG: Oberperfuß                     | Der zweigeschoßige, längsgeteilte Einhof mit Satteldach ist mit der Giebelfassade nach Westen zur Straße orientiert. Ein Baukern stammt vermutlich aus dem 16. Jahrhundert, der Bau wurde ab 1600 nach Westen und um 1900 nach Norden erweitert. Wohnteil und Wirtschaftstrakt sind entlang der Firstlinie geteilt. | BDA-Hist.: Q105647153 Status: Bescheid Stand der BDA-Liste: 2025-06-30 Name: Bauernhaus Wagner GstNr.: 3108                                                           |
| ja   | Datei hochladen | Hofkapelle, Zischgen-Kapelle HERIS-ID: 46333 Objekt-ID: 48199 TKK: 68173                                   | bei Völsesgasse 21 Standort KG: Oberperfuß           | Die gemauerte Kapelle mit eingezogener Rundapsis, Satteldach und Dachreiter wurde im 19. Jahrhundert errichtet. An der Westseite befindet sich ein Korbbogenportal mit tiefer Laibung, im Giebelspitz eine kleine kreisrunde Maueröffnung. Das Innere weist ein Tonnengewölbe mit angedeuteten Stichkappen und einen segmentbogigen Chorbogen auf einfach gemalten Pilastern auf. | BDA-Hist.: Q38020638 Status: Bescheid Stand der BDA-Liste: 2025-06-30 Name: Hofkapelle, Zischgen-Kapelle GstNr.: 2770                                                 |
| ja   | Datei hochladen | Ortskapelle, Polten-Kapelle zur Schmerzhaften Muttergottes HERIS-ID: 40019 Objekt-ID: 39893 TKK: 68172     | bei Völsesgasse 76 Standort KG: Oberperfuß           | Die einjochige Kapelle mit leicht eingezogenem, gerade schließendem Chor und Südturm mit Giebelspitzhelm wurde 1837 errichtet. Die Fassaden sind mit einfacher Architekturmalerei gegliedert, an der Giebelfassade befindet sich ein Wandbild Jesus nimmt Abschied von seiner Mutter aus der Erbauungszeit. Das Innere weist eine Flachkuppel auf Eckpilastern, einen flach gewölbten Chor und Gewölbemalerei in illusionistischer Rahmung von Anton Krömer von 1839 auf. | BDA-Hist.: Q37992196 Status: Bescheid Stand der BDA-Liste: 2025-06-30 Name: Ortskapelle, Polten-Kapelle zur Schmerzhaften Muttergottes GstNr.: 2694                   |